# SBSホールディングス
SBSホールディングス株式会社は、東京都新宿区に本社を置く物流企業、3PL（物流一括受託サービス）の大手である。JPX日経中小型株指数の構成銘柄の一つ。
「SBS」とは前身の総合物流システム「Sougo Butsuryu System」の頭文字をとった略であり、静岡県に本社のある静岡放送および静新SBSグループとはロゴマークが似ているが、一切無関係である。
一般事業会社の物流子会社を多数買収するなどM&Aに積極的である。
みどり会の会員企業であり、三和グループに属している。

## 沿革
- 1987年12月 - 東京都江東区に株式会社関東即配が創業。
- 1988年9月 - 即日配送事業サービスを開始。
- 1992年6月 - 一般廃棄物処理の有限会社埼玉日商の株式取得。
- 1994年4月 - カタログやダイレクトメールなどを個人宅へポスティングするメーリングサービス事業を開始。
- 1999年12月 - 商号を株式会社エスビーエスに改称。
- 2003年12月 - JASDAQに株式を店頭登録。
- 2004年5月 - 雪印乳業の物流子会社である雪印物流株式会社（現・SBSフレック）の株式取得。
- 2005年6月 - 東急グループの物流子会社である東急ロジスティック株式会社（現・SBSロジコム）、日本貨物急送株式会社（現・SBSフレイトサービス）、ティーエルトランスポート株式会社、伊豆貨物急送株式会社、ティーエルサービス株式会社の株式を取得。
- 2006年1月 - 食品物流の株式会社全通（現・SBSゼンツウ）の株式を取得。
- 2018年8月 - リコーの物流子会社であるリコーロジスティクス株式会社（現・SBSリコーロジスティクス）の株式を取得。
- 2020年11月 - 東芝の物流子会社である東芝ロジスティクス株式会社（現・SBS東芝ロジスティクス）の株式を取得。
- 2021年12月 - 古河電気工業の物流子会社である古河物流株式会社（現・SBS古河物流）の株式を取得。
- 2022年3月 - SBSグループ本社機能を東京都墨田区から東京都新宿区に移転。

## 関連企業
- SBSリコーロジスティクス株式会社（持株会社直接の子会社 66.6%）
- SBS東芝ロジスティクス株式会社（持株会社直接の子会社 66.6%）
  - SBSロジスター株式会社（SBS東芝ロジスティクス傘下）
- SBSロジコム株式会社（持株会社直接の完全子会社）
  - SBSフレイトサービス株式会社（SBSロジコム傘下）
  - SBSグローバルネットワーク株式会社（SBSリコーロジスティクス傘下）

- SBS即配サポート株式会社（持株会社直接の完全子会社）
- マーケティングパートナー株式会社（持株会社直接の完全子会社）
- SBSファイナンス株式会社（持株会社直接の完全子会社）

- SBSゼンツウ（持株会社直接の完全子会社）

- SBSスタッフ株式会社（人材派遣）（持株会社直接の完全子会社）
- SBSアセットマネジメント株式会社（不動産事業）（持株会社直接の完全子会社・2016年（平成28年）4月1日エーマックス株式会社より商号変更）　　　　　　　　　　　　　　
  - 株式会社エルマックス（不動産事業）（SBSアセットマネジメント傘下）

- SBSフレック（持株会社直接の子会社66.0%）
  - SBSフレックネット（SBSフレック傘下）
- SBS古河物流株式会社（持株会社直接の子会社66.6％）
- SBS自動車学校株式会社（自動車教習所）- 2020年（令和2年）1月1日、株式会社京葉自動車教習所から商号変更。

## かつての傘下企業
- 株式会社ダック
- SBSポストウェイ株式会社
- 株式会社ぱむ
- 株式会社姉崎自動車教習所（2020年（令和2年）京葉自動車教習所へ吸収合併、SBS自動車学校へ社名変更）

## テレビ番組
- 日経スペシャル ガイアの夜明け 1億人の貨物を奪え! 〜物流戦争の風雲児たち〜（2005年4月26日、テレビ東京）[4]。- M&A戦略を取材。
- 知られざるガリバー〜エクセレントカンパニーファイル〜（2019年6月22日、テレビ東京）[5]。